# Bismarck (Dakota Północna)
Bismarck – miasto w Stanach Zjednoczonych, stolica stanu Dakota Północna oraz hrabstwa Burleigh, położone nad rzeką Missouri.

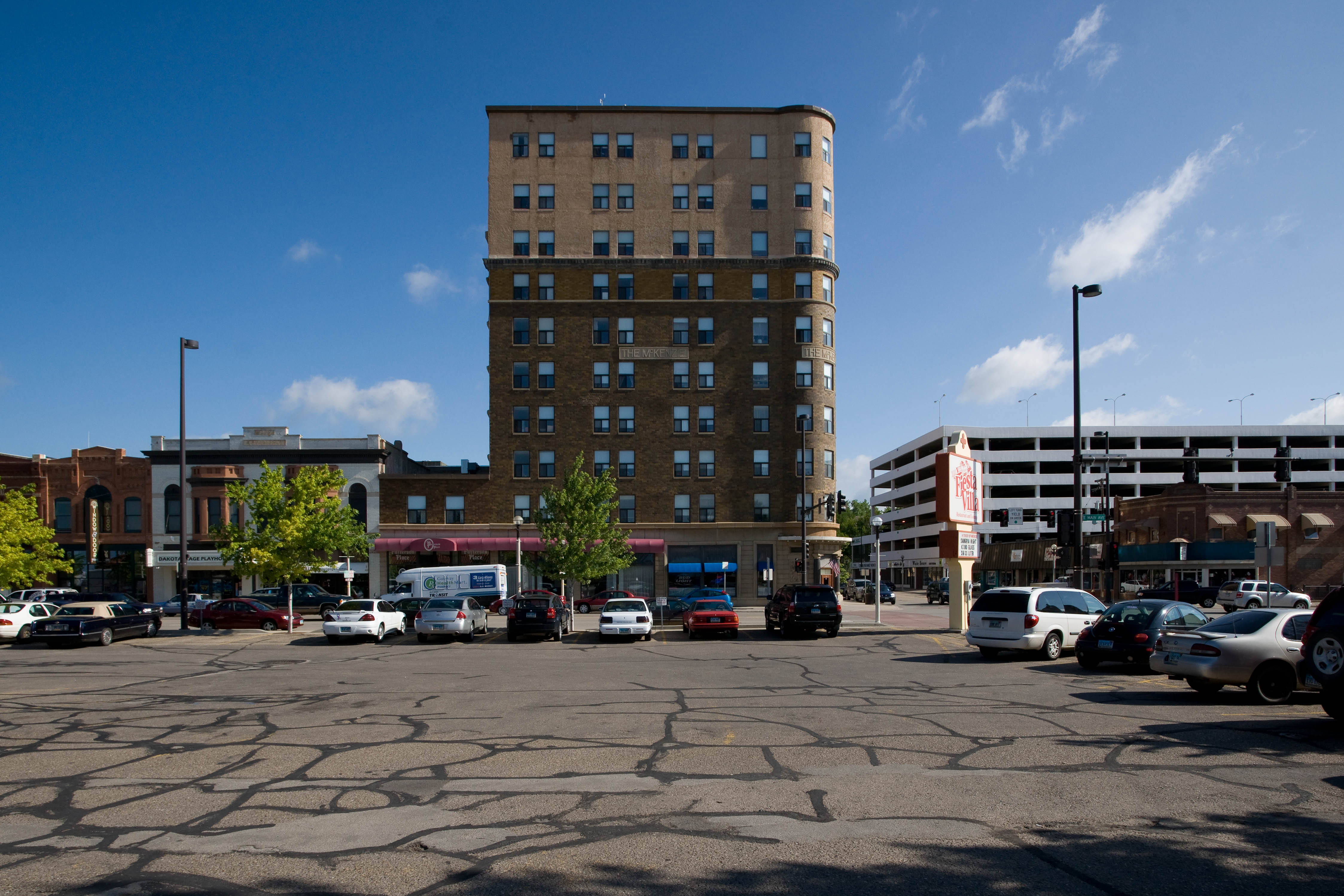
Śródmieście z widokiem na hotel

## Dane ogólne
Nazwa miasta pochodzi od nazwiska niemieckiego kanclerza Ottona von Bismarcka.
Ośrodek przemysłowy m.in. rafinacja ropy naftowej, przemysł spożywczy, port lotniczy. Miasto pełni funkcje usługowe i administracyjne.

## Historia
Założone w 1872 pod nazwą Edwinton wraz z dotarciem linii kolejowej Northern Pacific Railway. Rok później nazwa została zmieniona na obecną, by przyciągnąć imigrantów z Niemiec (Otto von Bismarck był wówczas kanclerzem Cesarstwa Niemieckiego). W 1883 miasto zostało stolicą terytorium (od 1889 stanu) Dakota Północna.

## Media

### Prasa
- „Bismarck Tribune” wydawana od 1873